# هیراایوا چیکایوشی

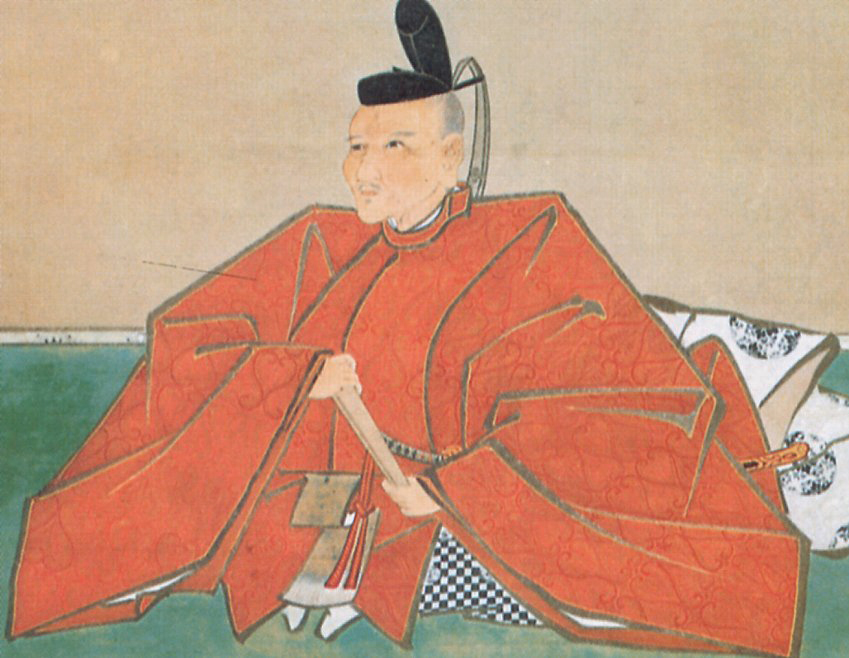

هیراایوا چیکایوشی (به ژاپنی: 平岩 親吉) (۱۶۱۱–۱۵۴۲ میلادی) یک سامورائی در دوره سنگوکو و اوایل دوره ادو بود.